# Bertus Caldenhove
Bernardus Joannes Caldenhove, conosciuto come Bertus Caldenhove (Amsterdam, 19 gennaio 1914 – Amsterdam, 30 luglio 1983), è stato un calciatore olandese, di ruolo difensore.
Abile nell'utilizzare entrambi i piedi.

## Carriera
Giocò tutta la sua carriera da professionista nella Door Wilskracht Sterk, società calcistica di Amsterdam. Conquistò 25 presenze nella nazionale olandese, partecipando inoltre ai Mondiali di calcio 1938.